# Раслово (Смоленская область)
 Раслово — деревня в  Смоленской области России,  в Угранском районе. Расположена в восточной части области  в 36 км к северо-западу  от Угры,  в 7 км к востоку от реки Осьма, в 13 км к юго-востоку от автодороги  Р134 «Старая Смоленская дорога» Смоленск — Дорогобуж — Вязьма — Зубцов. 
По состоянию на 2007 год постоянного населения не имеет. Входит в состав Мытишинского сельского поселения.

## История
Деревня упомянута в 1774 году, как заложенная за долги её хозяином поручиком Арсеньевым М.Я.

## Известные люди
17 сентября 1917 года в деревне родился Герой Советского Союза, гвардии старший лейтенант, командир звена 74-го гвардейского штурмового авиационного полка Ф. С. Бойцов.